# Matrosivka, Oceac
Matrosivka (în ucraineană Матросівка) este un sat în comuna Ostrivka din raionul Oceac, regiunea Mîkolaiiv, Ucraina.

## Demografie
Componența lingvistică a localității Matrosivka
     Ucraineană (94,07%)
     Rusă (5,93%)
Conform recensământului din 2001, majoritatea populației localității Matrosivka era vorbitoare de ucraineană (94,07%), existând în minoritate și vorbitori de rusă (5,93%).